# 感情の分類

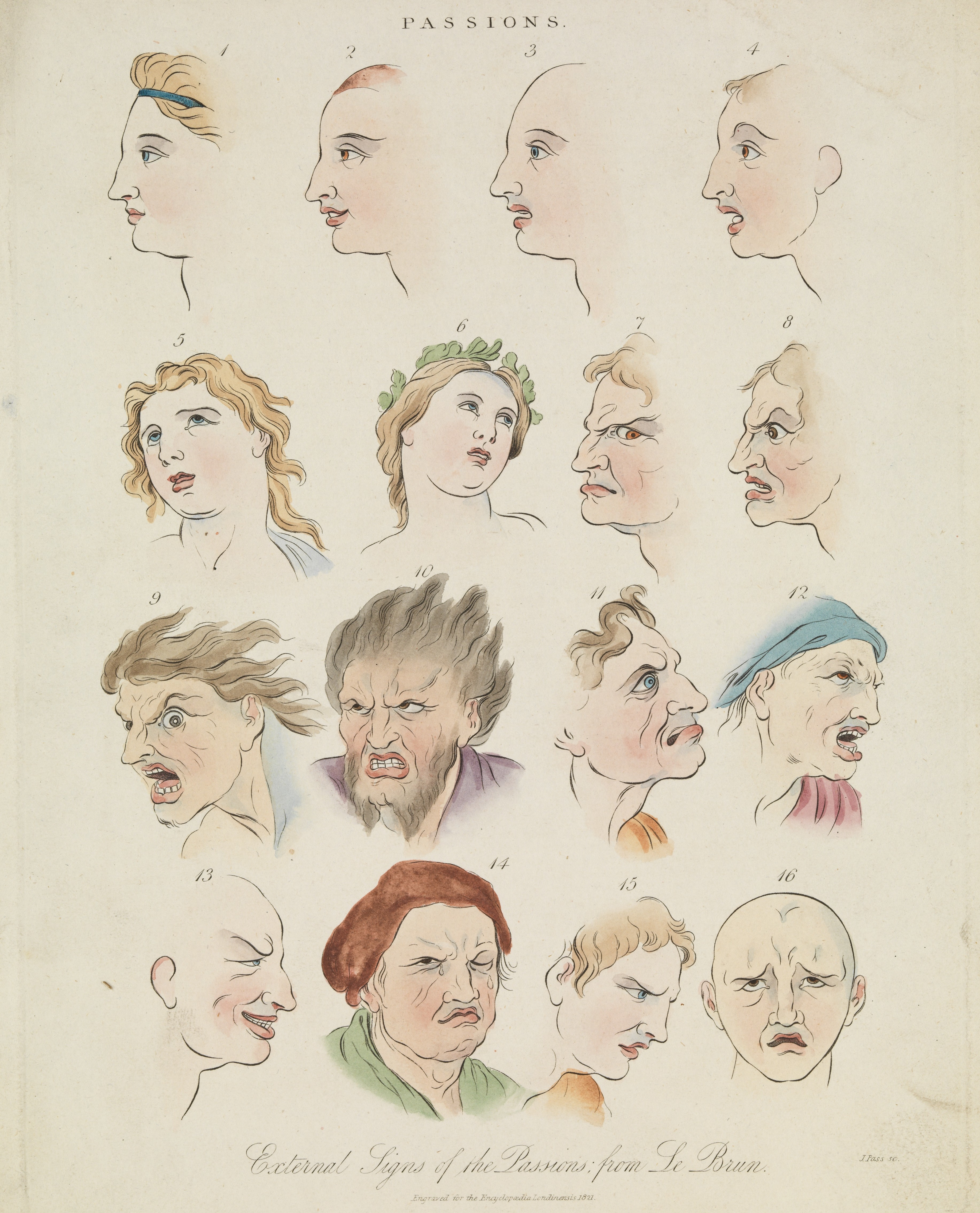
シャルル・ルブランとJ・パスによる16の感情の表情を描いたカラー凹版画

感情の分類とは、ある感情を他の感情と区別したり対比したりするための手段である。
感情には、喜び・恐れ・驚き・嫌悪・怒り・悲しみなどの基本感情が存在すると考える基本感情説と、感情が「快 ― 不快」、「覚醒 ― 睡眠」などの次元上のひとつのベクトルとして表されると考える次元説がある。
基本感情説を代表する理論にはポール・エクマンの分類やプルチックの感情の輪、ダライ・ラマ14世とポール・エクマンの分類などがある。このような理論では基本感情の組み合わせによって、異なる様々な感情（応用感情）が生じるとしている。
次元説は基本感情説と対立した理論である。基本感情説では「研究者によって基本感情の数が異なる」・「同じ刺激でも人や場面によって受け取り方が異なっている」などの問題点が指摘されていた。このような問題点から、感情を基本感情ごとに分ける考え方ではなく、いくつかの要素の違いで連続的に変化するものだという主張が現れた。これが次元説である。次元説には、ラッセルの感情円環モデルなどがある。

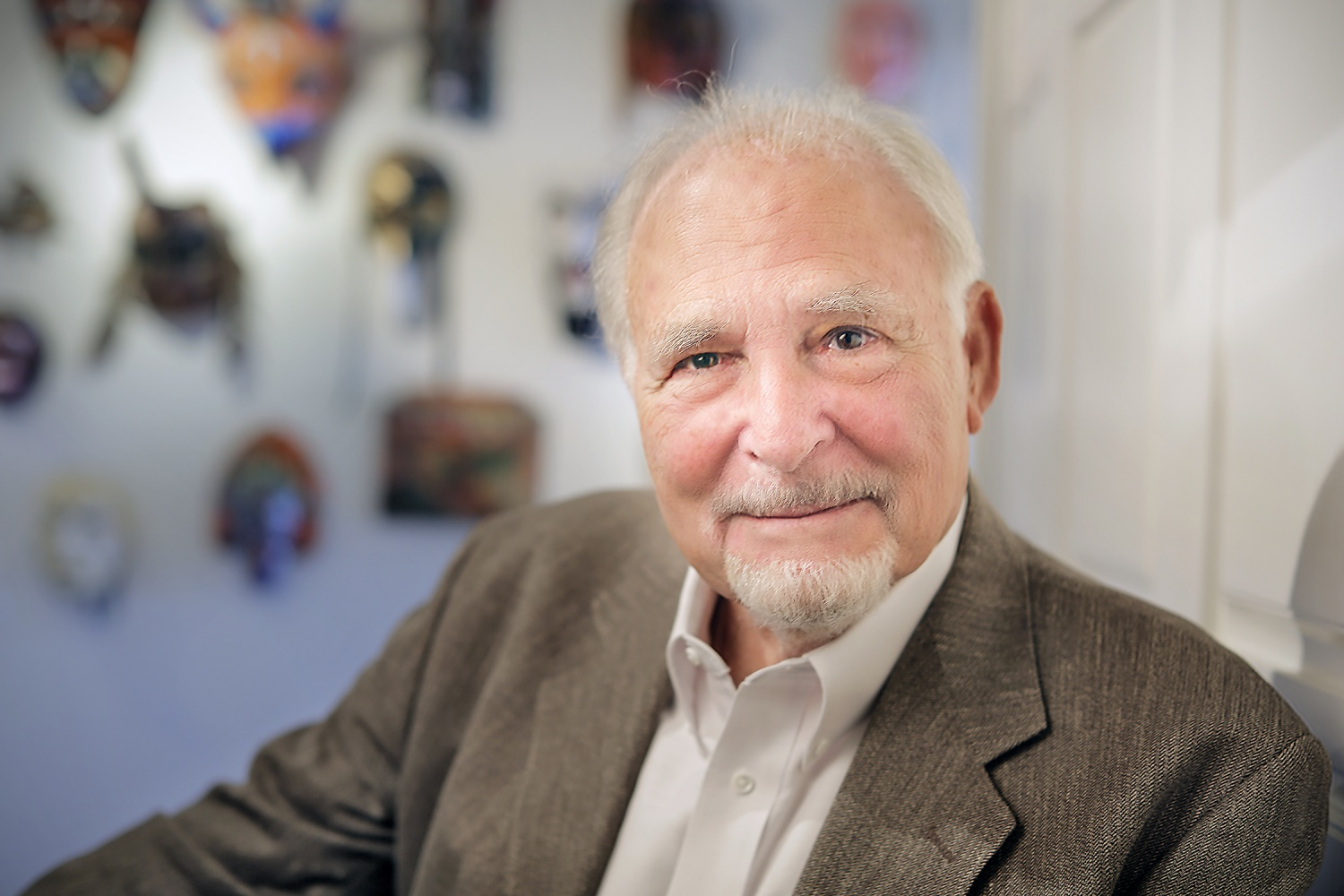
ポール・エクマン

## ポール・エクマンの分類
詳細は「ポール・エクマン#表情の分類」を参照。
アメリカの心理学者であるポール・エクマンはパプアニューギニアの部族民などを調査することで、基本的な感情のリストを作った。
エクマンは怒り・嫌悪・恐れ・幸福感・悲しみ・驚きの6つの感情が全人類に普遍的であり、生物学的基盤を持つと結論した。また、1990年代には追加で11の感情（喜び・安心・満足・面白い・興奮・自負心・納得感・軽蔑・困惑・罪悪感・恥）を追加した。

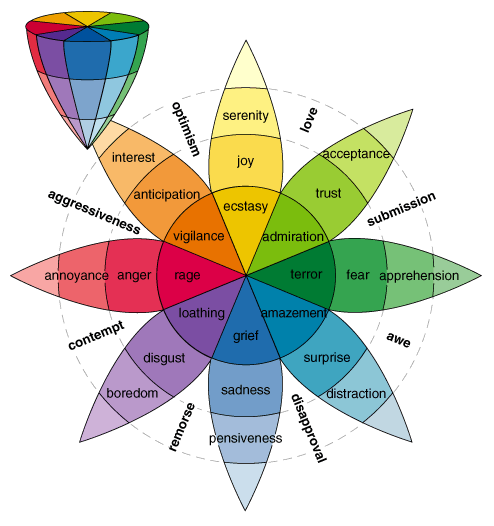
プルチックの感情の輪

プルチックの感情の輪（混同感情の関係）

## プルチックの感情の輪
詳細は「感情の一覧#プルチックの感情の輪」・「ロバート・プルチック#プルチックの感情の輪」を参照。
アメリカの心理学者であるロバート・プルチック（Robert Plutchik）は1980年にプルチックの感情の輪を提唱した。この理論は、円錐を逆さまにしたような色彩立体の感情モデルである。
プルチックの感情の輪は、８つの基本感情（喜び・期待・怒り・嫌悪・悲しみ・驚き・恐れ・信頼）と16の強弱派生、24の混同感情から成り立つ。
| 基本感情 | 強い感情 | 弱い感情 | 対極感情 |
| -------- | -------- | -------- | -------- |
| 喜び     | 恍惚     | 平穏     | 悲しみ   |
| 期待     | 警戒     | 関心     | 驚き     |
| 怒り     | 激怒     | 苛立ち   | 恐れ     |
| 嫌悪     | 憎悪     | 退屈     | 信頼     |
| 悲しみ   | 悲嘆     | 哀愁     | 喜び     |
| 驚き     | 驚嘆     | 放心     | 期待     |
| 恐れ     | 恐怖     | 不安     | 怒り     |
| 信頼     | 敬愛     | 容認     | 嫌悪     |

## ダライ・ラマ14世とポール・エクマンの分類

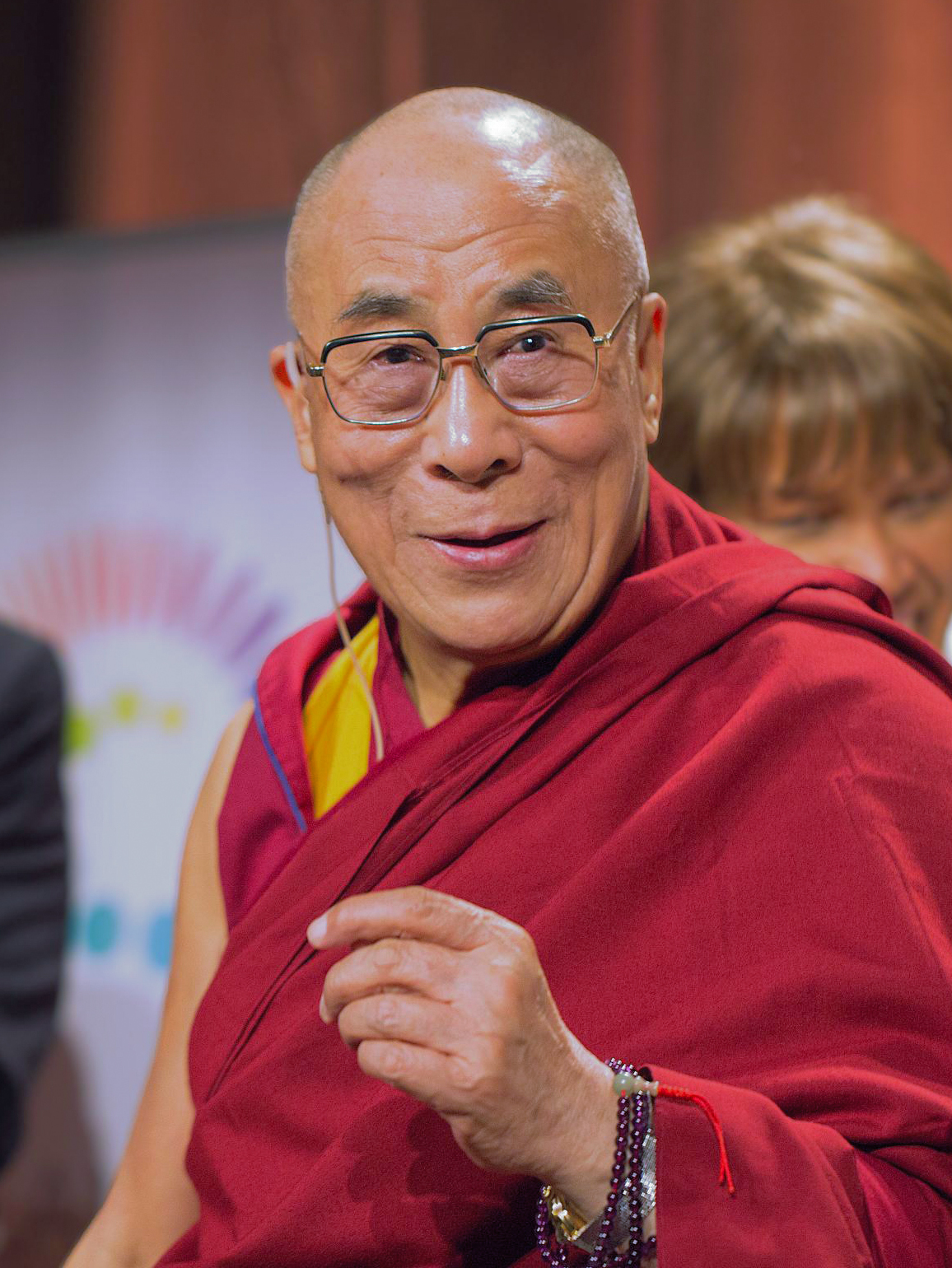
ダライ・ラマ14世

チベット仏教の指導者であり、チベット行政府の国家元首を務めるダライ・ラマ14世とアメリカの心理学者ポール・エクマンは2016年に感情を５つのカテゴリーに分け、合計46種類に分類した。
ここでの５つのカテゴリー（五大感情）とは、楽しみ・嫌気・悲しみ・恐れ・怒りである。
また、それぞれのカテゴリーの感情は以下の通りである。
- 楽しみ：狂喜・興奮・驚嘆・ナチェス・フィエロ・高慢・平穏・安心・シャーデンフロイデ・面白い・同情・喜び・感覚的快楽（計13種類）
- 嫌気　：強い嫌悪・憎悪・反感・嫌気・嫌悪・嫌い・苦手（計7種類）
- 悲しみ：苦悩・悲嘆・悲哀・絶望・悲惨・落胆・無力・諦め・逸脱・挫折・残念（計11種類）
- 恐れ　：震駭・恐怖・パニック・自暴自棄・恐れる・不安・緊張感・狼狽（計8種類）
- 怒り　：憤激・執念・怨み・論争性・激昂・フラストレーション・苛立ち（計7種類）

## ラッセルの感情円環モデル

ラッセルの感情円環モデル

1980年にジェームズ・ラッセルはラッセルの感情円環モデルを提唱した。
ラッセルの円環構造モデルは、横軸に「快 ― 不快」という感情価、縦軸に「覚醒  ― 眠気」という覚醒をとったとき、感情が円環状に並ぶ。
また、感情の強さは原点からの距離によって表わされる。

## その他の分類

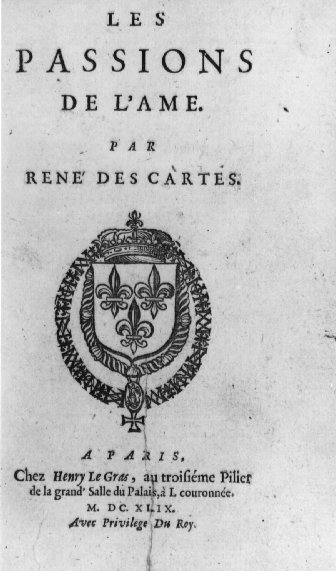
情念論

スピノザの分類
オランダの哲学者バールーフ・デ・スピノザは、喜び・悲しみ・欲望の３つを基本感情として、感情を48種類に分類した。
デカルトの分類
フランスの哲学者ルネ・デカルトは、1649年に人間の基本的情念を驚き・愛・憎しみ・欲望・喜び・悲しみの６つであるとした。
（詳細は「情念論」を参照。）
ダーウィンの分類
イギリスの自然科学者チャールズ・ダーウィンは、1872年に7つの感情（悲しみ・幸福・怒り・軽蔑・嫌悪・恐怖・驚き）を基本感情として、合計37種類に分類した。
（詳細は「人及び動物の表情について」を参照。
六情
一般に、代表的な感情として「喜」「怒」「哀」「楽」「愛」「憎」の6種類が六情として総称されることが多い。
（「感情#感情の分類」も参照。）
中国における分類
中国では、人間の持つ代表的な感情を「喜」「怒」「哀」「楽」「怨」の5種類が五情として総称されることが多い。
（「感情#感情の分類」も参照。）
七情
書物などによって七情の内容は異なる。
三字経では、「曰喜怒、曰哀懼、愛悪欲、七情具」とあり、「喜」「怒」「哀」「懼」「愛」「悪」「欲」の七情が人にそなわっていると言う。
東洋医学では、「喜」「怒」「憂」「思」「悲」「恐」「驚」の7つの感情を七情としている。
（「感情#感情の分類」も参照。）
その他
この記事で紹介した分類法の他にも、交流分析による理論やパロットの感情分類など、感情の分類法には様々な種類がある。